# 대혜보각선사서 (충청북도 문화재자료 제91호)
대혜보각선사서(大慧普覺禪師書)은 충청북도 청주시 상당구에 있는 조선시대의 책이다. 2016년 4월 8일 충청북도 문화재자료 제91호로 지정되었다.

## 지정 사유
대혜보각선사서는 중구 송나라 임제종 승려인 대혜(大慧) 종고(宗杲:1088~1163)의 편지글을 제자 혜련(慧然)이 모으고 황문창(黃文昌)이 엮은 책이다. 종고의 시호(諡號)는 보각(普覺)으로 간화선(看話禪)을 집대성하였다. 책의 내용은 당대 명사 42인에게 선(禪)에 관한 여러 가지 것들을 대담해 준 편지 62통이다. 편지글을 모은 책인 만큼 달리 '서장(書狀)'이라 부르기도 한다.
승려나 여성뿐 아니라 당대 문사들과 나눈 편지글로 광범위한 사상적 이해를 바탕으로 한 책으로 지눌 이후 조선 시대를 통하여 많이 간행되었다. 여러 판본이 전하는 만큼 간행시기(1576년)과 간행지(안심선원)가 확실한 자료로서 불교사와 서지학적 가치가 뛰어나다.

## 같이 보기
- 대혜보각선사서

## 참고 자료
- 대혜보각선사서 - 국가유산청 국가유산포털